# Thuggin' Under the Influence (T.U.I.)
Thuggin' Under the Influence (T.U.I.) è il primo album in studio del rapper statunitense Jeezy, pubblicato nel 2001 a nome Lil' J.

## Tracce
1. Intro
2. Welcome
3. Swerve (feat. C-Dog)
4. Put da Whip on It
5. Long Days
6. Watch What U Say'n (feat. Fidank)
7. Dubbs and Brikks (feat. Kinky B)
8. Tonite (feat. Yung D)
9. G.A. (feat. Shawty Redd)
10. Put da Whip on It (feat. Da Likk)
11. Haters (feat. Lil Jon)
12. Right Here, Right Now (feat. Fidank & Chyna Whyte)
13. Skit
14. Freaky Thug (feat. Charlie Jangles)
15. Whatdaya Call Dat (feat. Kinky B)
16. Do That Shit (feat. Bigg Boyz & Kinky B)
17. Getcha Some Money (feat. Ms. Peaches)
18. Dis Shawty Here